# 达乌拉特普尔地区
达乌拉特普尔地区（英語：Daulatpur Union）是孟加拉国吉大港法蒂克恰阿里乌帕齐拉的一个地区。
地区面积为11.62 km2。根据1991年孟加拉国人口普查，当地有25918人口，4454户人家。
22°39′31″N 91°48′31″E / 22.6585°N 91.8087°E